# Costantino Nivola
Costantino Nivola all'anagrafe Costantino Nivòla Mele e conosciuto anche come Antine Nivola (in Sardegna) e Tino Nivola (negli Stati Uniti) (Orani, 6 luglio 1911 – East Hampton, 6 maggio 1988) è stato un artista e scultore italiano.
Il Museo Nivola di Orani, in Sardegna, conserva la più importante collezione delle sue opere.

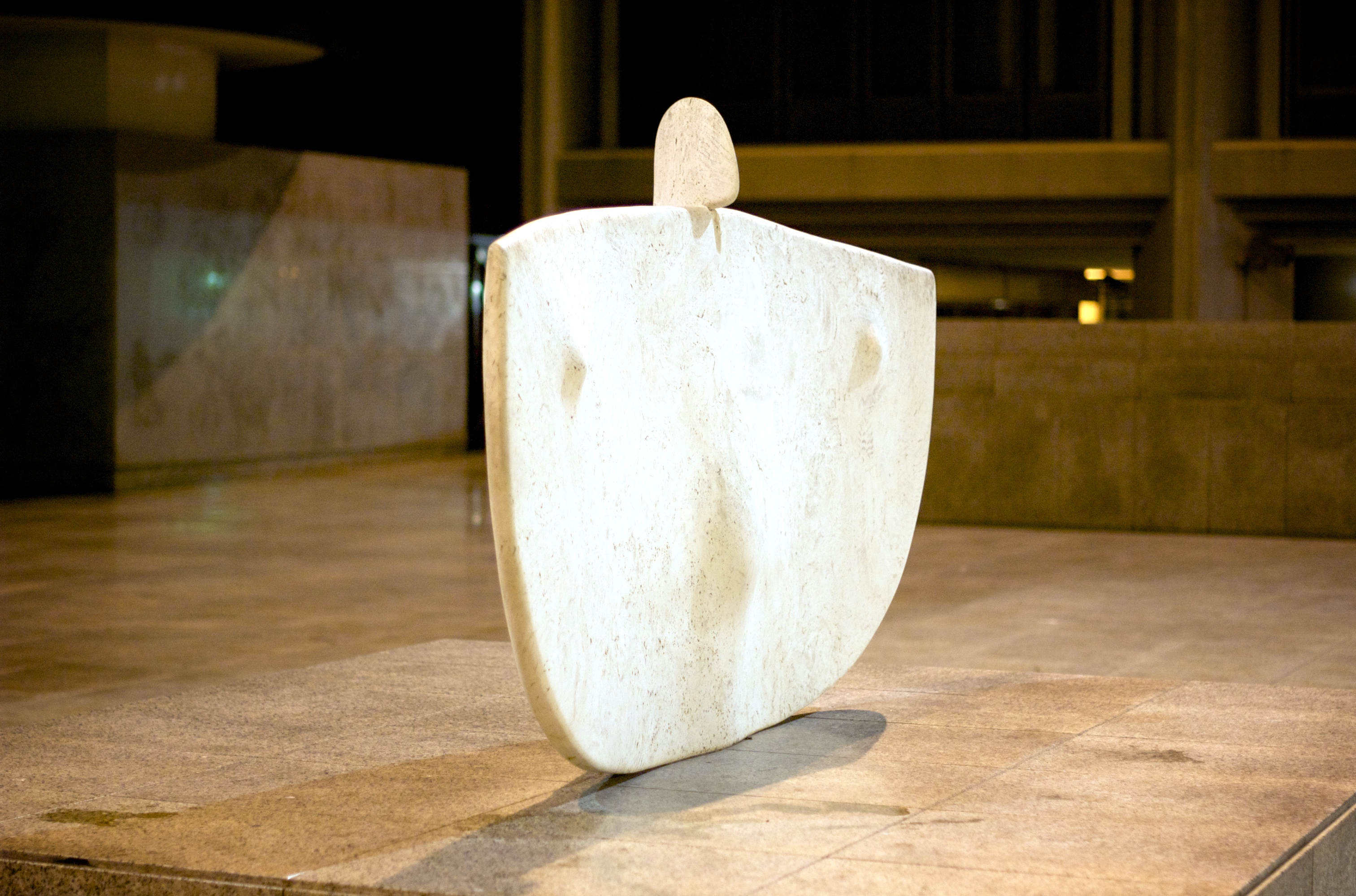
Figura femminile

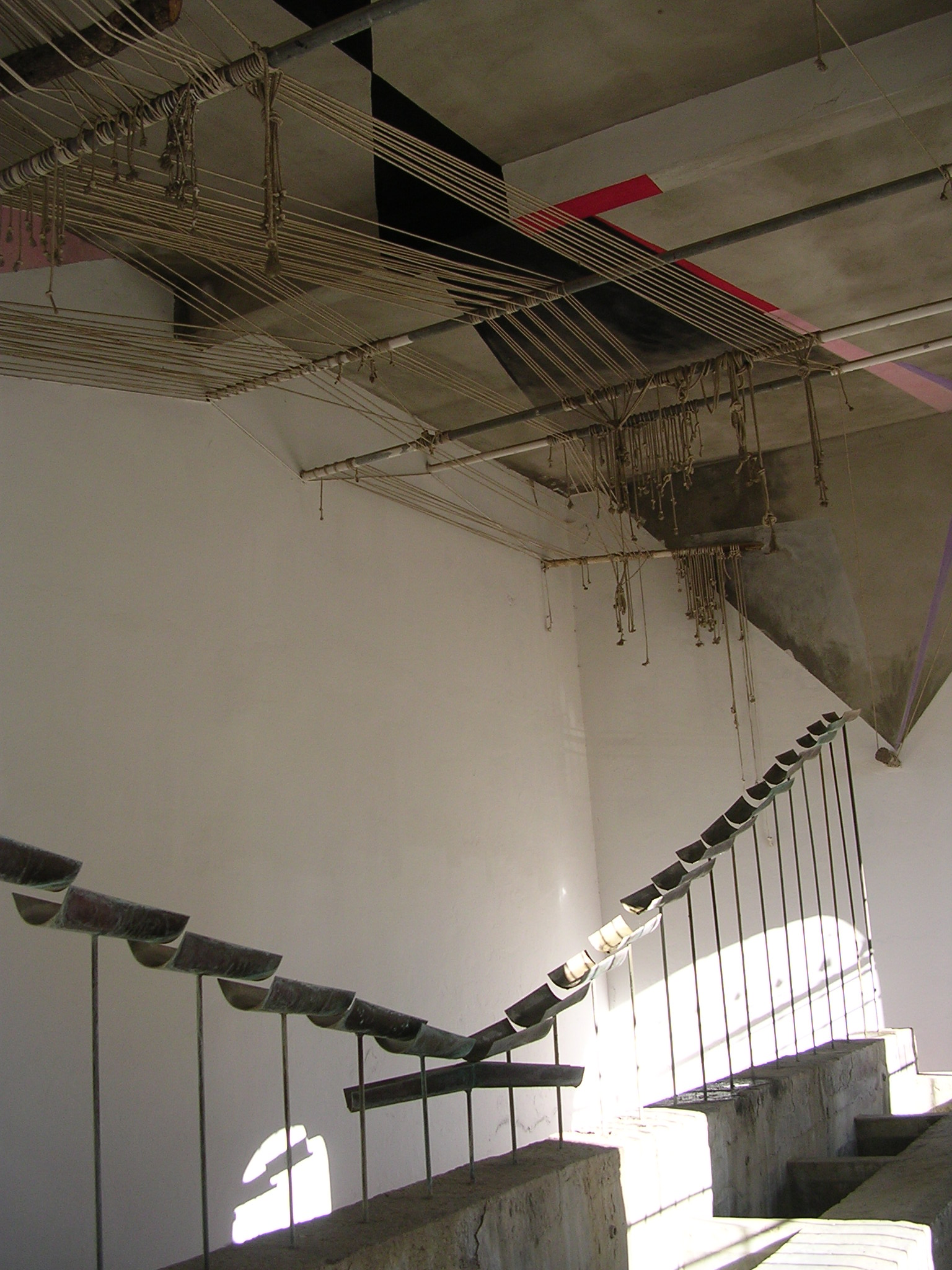
Fontana sonora di Costantino Nivola 1987, presso il vecchio Lavatoio Comunale di Ulassai

## Biografia
Il padre era muratore e da lui apprese i primi rudimenti del mestiere. Nel 1926 iniziò a lavorare come apprendista presso Mario Delitala, pittore e incisore, che stava lavorando alla decorazione dell'aula magna dell'Università di Sassari. 
Dal 1931, grazie a una borsa di studio, frequentò a Monza l'ISIA (Istituto Superiore di Industrie Artistiche), dove si diplomò come grafico pubblicitario nel 1936. A Monza ebbe come compagni di corso Fancello e Pintori, sardi come lui.
L'anno successivo divenne direttore dell'ufficio grafico della Olivetti, per la quale realizzò le decorazioni del padiglione italiano presso l'Esposizione universale di Parigi (Exposition Internationale de Arts et Techniques dans la Vie Moderne).
Nel 1938 sposò Ruth Guggenheim, una compagna di corso tedesca di origine ebraica (deceduta il 18 gennaio 2008) e fu costretto dalle persecuzioni antisemite ad abbandonare l'Italia, rifugiandosi dapprima a Parigi, dove lavorò come disegnatore, e poi come molti altri intellettuali e artisti europei, dopo l'invasione nazista della Francia, a New York.
Qui dovette superare inizialmente molte difficoltà, finché nel 1941 fu nominato Art Director per la rivista "Interiors and Industrial Design", incarico che mantenne per sei anni.
A New York trovò un ambiente culturale ricco di fermenti stimolanti e strinse amicizia con molti rappresentanti delle avanguardie artistiche del momento, in particolare con il grande architetto Le Corbusier, con cui spesso condivise lo studio e soprattutto alcune scelte stilistiche, e Saul Steinberg. Nel 1944 nacque il figlio Pietro, padre dell'attore Alessandro Nivola, e nel 1947 la figlia Chiara.
Nel 1948 stabilì il suo studio in una casa acquistata a East Hampton, a Long Island, dove creò la tecnica della colata di cemento sulla sabbia modellata (sand casting) e conobbe Jackson Pollock. In questo periodo era dirimpettaio di casa di Albino Manca, ma nonostante ciò con quest'ultimo non strinse alcun rapporto d'amicizia. La casa venne ristrutturata nel 1951-52 utilizzando la nuova tecnica, in collaborazione con l'architetto Bernard Rudofsky.
Ritornò in Sardegna per realizzare per conto della rivista "Fortune" dei disegni sulla campagna antimalarica della Fondazione Rockefeller. Si dedicò soprattutto alla plastica decorativa legata all'architettura, settore nel quale ricevette incarichi sempre più importanti. Insegnò disegno presso la "Graduate School of Design" dell'Università di Harvard e ricevette il "certificato di eccellenza" dell'"American Institute of Graphics".
Nel 1962 insegnò presso il dipartimento d'arte della Columbia University e ottenne riconoscimenti a New York (medaglia d'argento della "Architectural League" e diploma della "Municipal Art Society"; nel 1967 medaglia d'oro e nel 1968 "Fine Arts Medal" dell'"American Institute of Architets"). L'attività di insegnamento continuò negli anni successivi ("Carpenter Center for the Visual Arts" presso l'Università di Harvard e Università di Berkeley) e fu inoltre membro dal 1972 della "American Academy and Institute of Arts and Letters" di New York, sebbene non avesse la cittadinanza americana. Fu diverse volte a Roma ospite dell'"Accademia americana". Nel 1975 divenne membro onorario della "Royal Academy of Fine Arts" dell'Aja.
Negli anni Settanta, a Cagliari conosce l'artista Maria Lai, con la quale stringe una grande amicizia: insieme realizzeranno negli anni a seguire il Lavatoio Comunale di Ulassai.
Oggi a Orani c'è un importante museo dedicato a lui, il Museo Nivola.
Suo nipote Alessandro è un attore.

## Scultura
L'arte di Nivola parte dai materiali tradizionali che imparò a maneggiare nella sua terra di origine e si sviluppò a contatto con il ricco ambiente culturale newyorkese, dove erano rappresentate le maggiori correnti artistiche del momento e che fu importantissimo nella sua formazione, mentre il distacco dalla Sardegna gli permetteva di acquisire consapevolezza delle proprie radici. Di grande importanza fu anche il rapporto con Le Corbusier e la sua intelligenza analitica, purismo e rigore.
Le sue sculture si oppongono con sforzo alla forza di gravità, affermando in tal modo la propria volontà di vita. La serie delle "Madri" che richiama la scultura delle civiltà pre-nuragiche, ne riprende la forma archetipa ed essenziale e l'attenzione all'espressività della materia. La sensualità della materia si ritrova anche nei grandi rilievi, che appartengono alla cultura dell'arte informale. Un'altra importante caratteristica è la vocazione delle sue opere ad un dialogo con lo spazio circostante e ad una presentazione corale e pubblica più che privata. Da citare la serie dei "lettini" in terracotta.

## Mostre principali

### Monografiche
- 1950: Galleria Tibor de Negy, New York (prima mostra personale); partecipazione alla Quadriennale di Roma
- 1958: organizzata da Architectural League di New Yor; mostra all'aperto, Orani (piccole sculture in cemento)
- 1959: Galleria Il Milione, Milano; partecipazione alla Triennale di Milano
- 1965: Galleria Byron, New York; Quadriennale di Roma
- 1967: Galleria Byron, New York; Galleria L'Acquario, Nuoro
- 1973: Galleria d'arte Malborough; Galleria Il Segno, Roma; Facoltà di lettere dell'Università di Cagliari; Galleria Williard, New York
- 1974: Institute of Contemporary Art
- 1982:Galleria Duchamp, Cagliari (sculture e ceramiche realizzate con il ceramista Luigi Nioi)
- 1987: Forme nel verde, San Quirico d'Orcia

### Monografiche postume
- 1994: Mercati di Traiano, Roma
- 2020: Figure in Fiel, Arthur A. Houghton Jr. Gallery, New York
- 2021: Nivola: Sandscapes, Magazzino Italian Art, Cold Spring, New York[5]
- 2021: Additional Nivola sandstone sculptures, Eric Firestone Gallery, East Hampton, New York.[2]

## Collettive
- 1942: Galleria Betty Parsons, New York
- 1944: Galleria Wakefiel, New York
- 1960: Aspects de la Scultpure americaine, Galleria Bernard, Parigi.

## Opere principali

Nivola nel 1959, mentre in mezzo ai suoi concittadini lavora alla facciata della chiesa della Madonna de sa Itria di Orani

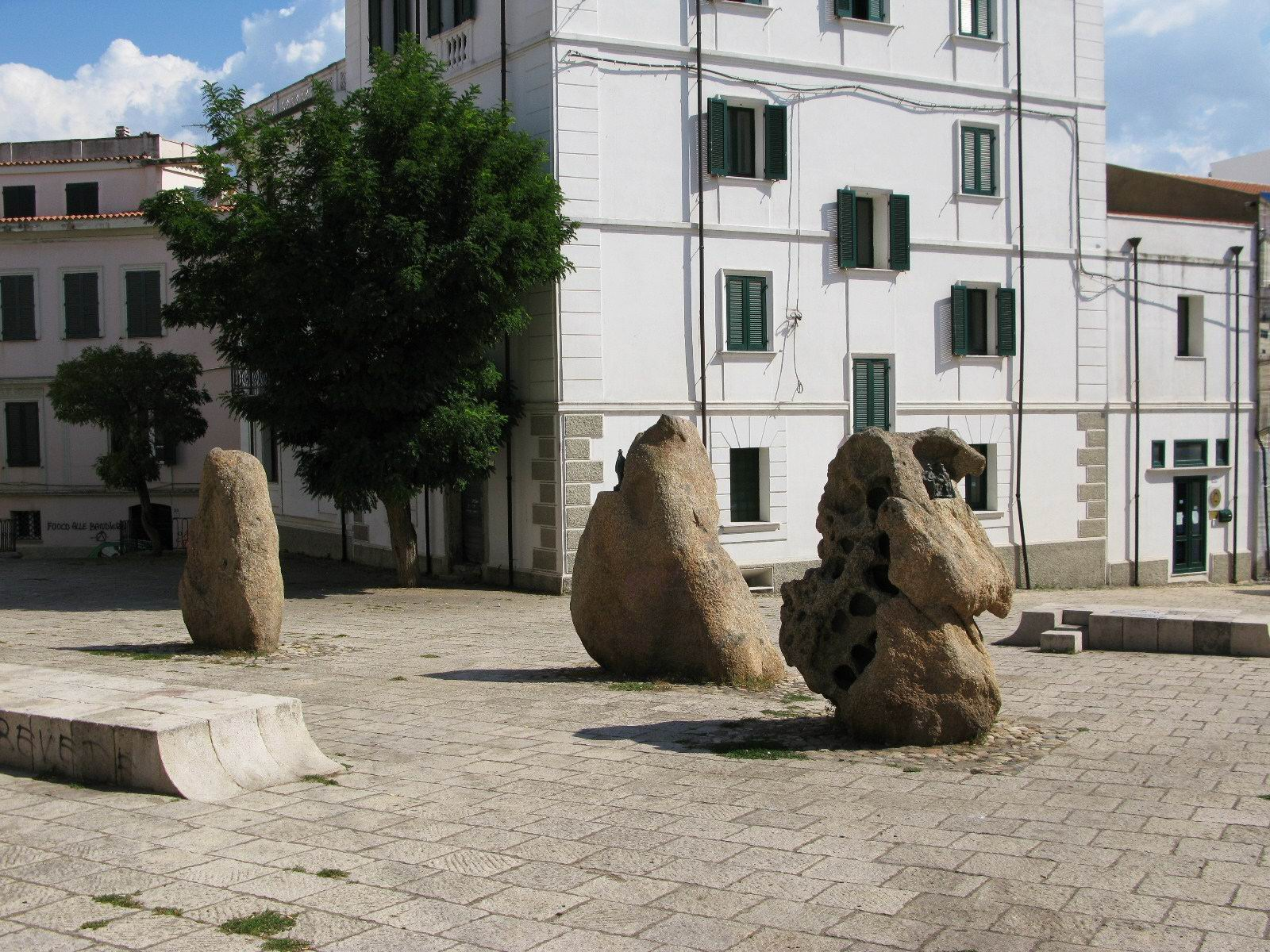
Nuoro - Piazza Satta

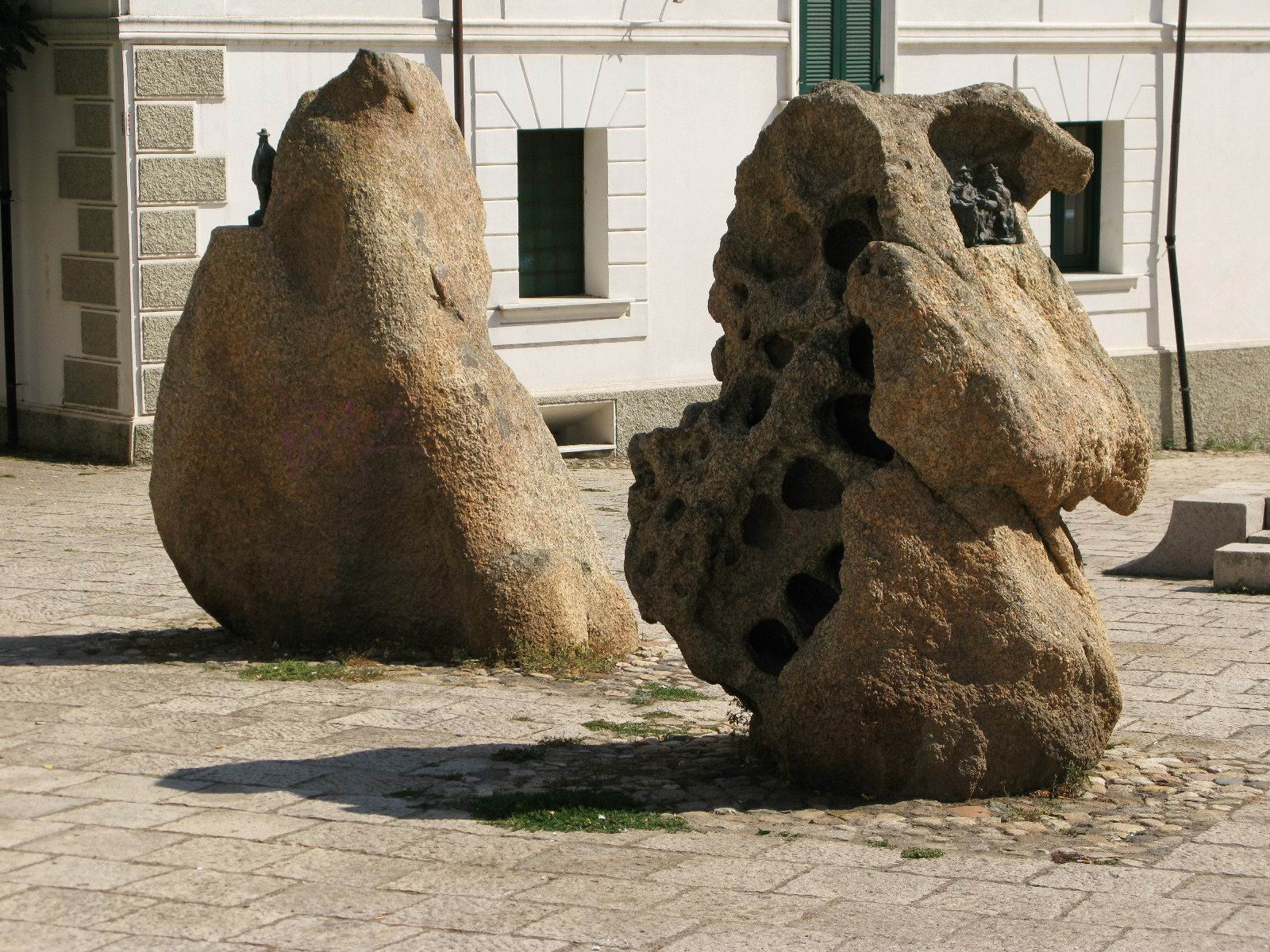
Nuoro - Piazza Satta

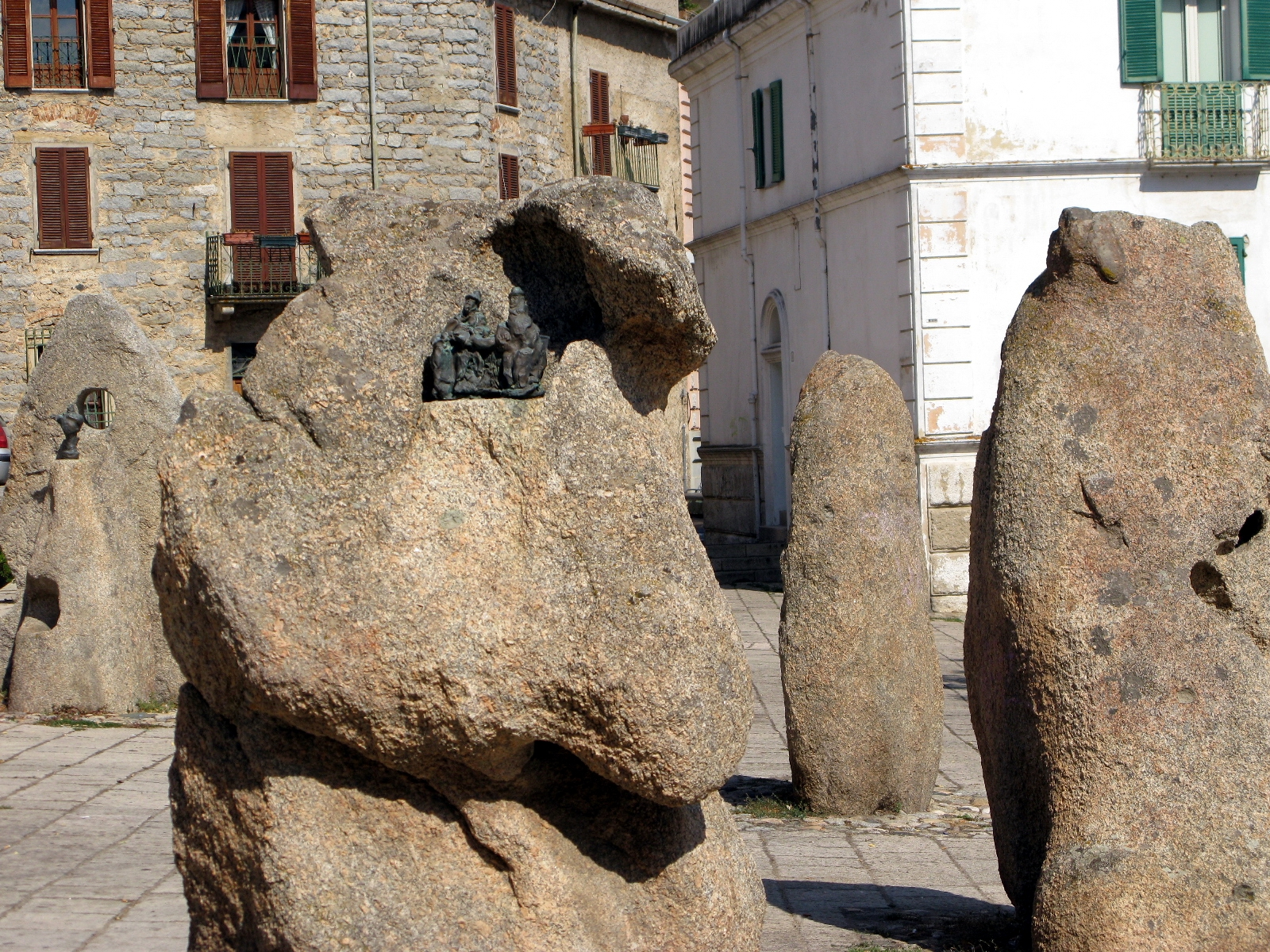
Nuoro - Piazza Satta

- 1932: ingresso dell'Esposizione aeronautica italiana, con Giovanni Pintori e Giuseppe Pagano
- 1952: affresco a casa Gagarin, Litchfield
- 1953: decorazione del Negozio Olivetti (New York); progettazione del "Monumento dei Quattro Cappellani" di Washington (distretto di Columbia)
- 1957: decorazione monumentale per la facciata della sede della "Mutual Hartford Insurance Company" ad Hartford (Connecticut); decorazione della William E. Grady Vocational High School, Brooklyn
- 1958: decorazione a graffito per la facciata della chiesa di Sa Itria di Orani; rilievi per gli edifici della Facoltà di Giurisprudenza dell'Università di Harvard
- 1959: decorazione monumentale per il McKormick Plaza Exposition Center di Chicago; sculture per la Public School 46 di Brooklyn
- 1960: 35 sculture e un grande bassorilievo per gli edifici di Eero Saarinen, Università Yale; decorazioni per il "Motorola Building" di Chicago
- 1962: collaborazione con Richard Stein per la decorazione scultorea dell'area ricreativa Stefen Wise, New York
- 1963: pannelli per gli uffici del Federal Office di Kansas City; affresco per la Public School 17, Long Island
- 1964: decorazioni per la "Public School 55", Staten Island
- 1966: decorazione della nuova piazza dedicata a Sebastiano Satta, Nuoro (massi di granito ospitanti piccole sculture in bronzo; decorazione della facciata del "Bridgeport Post" a Bridgeport (Connecticut); bassorilievi per la Public School 345, Brooklyn, con l'architetto Percival Goodman
- 1967: sculture per la Public High School 320, Brooklyn; rilievi per la sede della "Janesville Gazette" a Janesville (Wisconsin); Piazza Sebastiano Satta, Nuoro
- 1968: scultura che rappresenta l'Italia, Città del Messico, in occasione delle Olimpiadi
- 1969: graffiti murali per la Hurley House e lo State Office Building, Boston; parco giochi per il Children Psychiatric Hospital, Bronx
- 1970: decorazioni per il Continental Office Building, Filadelfia
- 1972: sculture per il Palazzo Governativo di Albany, New York; sculture per la Intermediate School 183, Bronx; graffito nella Casa Satta di Capitana, Quartu Sant'Elena
- 1974: grandi sculture per la Beach High School, Queens
- 1980: sculture e ceramiche con i versi del poeta Benvenuto Lobina e la collaborazione di L. Nioi
- 1981: sculture per la sede della Mobil Oil, Washington
- 1984: sculture per la sede del dipartimento di polizia e vigili del fuoco, 18º distretto, New York
- 1985: sculture per i Kellogg Company Corporate Headquarters, Battle Creek (Michigan) dell'architetto Gyo Obata
- 1986: colonna scolpita per il Campo del Sole, Tuoro sul Trasimeno (messa in opera nel 1988)
- 1987: progetto per la ristrutturazione del lavatoio comunale di Ulassai
- 1988: sculture e parte del progetto urbanistico per il nuovo palazzo del Consiglio regionale.

## Scritti
- Ho bussato alle porte di questa città meravigliosa, Arte Duchamp, Cagliari, 1993
- Memorie di Orani, Vanni Scheiwiller, Milano, 1996